# Toshio Kaneta
Toshio Kaneta, född i Japan 1937,  är en mästare inom Shito Ryu karate och är graderad till 10:e dan svart bälte. Toshio Kaneta tränade tidigt Goju Ryu under Okuyama Hirioshi, och Ishimine ryu under Ishimine Gensho, och anslöt sig på 1970-talet till Shōgō Kunibas Seishinkai i Japan.
Kaneta graderades redan 1970 till 6 Dan och på grund av sin höga tekniska kunskap utsågs han till högste ansvarig för stilens tekniska kvalitet. 1989 utsågs han till 10 Dan och sōke, Seishinkai över östra Japan. Under 1980-talet reste Kaneta runt i världen, bland annat tillsammans med Kuniba Shōgō, och undervisade. I mitten av 2000-talet höll Kaneta flera läger i Europa och Mellanöstern, bland annat tillsammans med Tamas Weber, även han en tidigare instruktör och ledare inom Seishinkai. 1991 erhöll han av sōke Shōgō Kuniba rätten att bilda sin egen ryu/stil, Martial Arts Kaneta association Kaneta-ha.
I Sverige finns hans stil representerad genom Tamas Weber och Sanshin Kan International.